# Arbanitis maxhicksi
Espèce
Synonymes
- Misgolas maxhicksi Wishart & Rowell, 2008

Arbanitis maxhicksi est une espèce d'araignées mygalomorphes de la famille des Idiopidae.

## Distribution
Cette espèce est endémique de Nouvelle-Galles du Sud en Australie. Elle se rencontre dans la forêt d'État de Barrington Tops.

## Description
La carapace du mâle holotype mesure 7,94 mm de long sur 6,27 mm et l'abdomen 7,06 mm de long sur 4,41 mm.

## Étymologie
Cette espèce est nommée en l'honneur de Max Hicks.

## Publication originale
- Wishart & Rowell, 2008 : Trapdoor spiders of the genus Misgolas (Mygalomorphae: Idiopidae) from eastern New South Wales, with notes on genetic variation. Records of the Australian Museum, vol. 60, no 1, p. 45-86 (texte intégral).